# Minatozaki Szana
Minatozaki Szana, Sana Minatozaki (湊崎紗夏), (Oszaka, 1996. december 29. –) művésznevén Szana (koreaiul: 사나; japánul: サナ), japán születésű popénekesnő. 2013 óta él Dél-Koreában, és 2015-ben kezdte el pályafutását.

## Pályája
Szana gyakornokoskodása előtt egy oszakai táncakadémiára járt, és éppen harmadikos volt, mikor egy vásárlás alkalmával kiszúrta a JYP egy tehetségkutatósa, aki elhívta egy meghallgatásra. Így került be a JYP Entertainment gyakornokai közé. Ugyan a Got7 – A című videóklipjében való korábbi szereplésével szerzett már némi népszerűséget, a Sixteen c. műsorba kerülése után ő lett az egyik legnépszerűbb versenyző.
Miután bebizonyította, hogy a tehetsége is megvan, ő is bekerült a kilenc fős Twice-ba. A lányok 2015 októberében a "Like Ooh Ahh" címet viselő kislemezükkel debütáltak. Szana főleg vokál szerepet tölt be, illetve ő a harmadik főtáncos.